# Championnat d'Europe masculin de basket-ball 2022
Navigation
2017 2025
La 41e édition du Championnat d'Europe masculin de basket-ball (également appelé EuroBasket 2022) est une compétition de basket-ball organisée par la FIBA Europe.
Elle se tient du 1er au 18 septembre 2022 en Allemagne, Italie, Géorgie et Tchéquie.
Initialement prévue du 2 au 19 septembre 2021, son report est annoncé par la FIBA le 9 avril 2020, en raison de la reprogrammation des dates concernant les Jeux olympiques d'été de 2020, causée par la pandémie de Covid-19.  C'est l'Espagne qui face à la France gagne la finale avec 12 points de différence et se proclame championne d'Europe.

## Préparation de l'évènement

### Candidats
Pour l'EuroBasket 2015 et 2017, la FIBA Europe a ouvert trois options de candidature pour l'hébergement : accueillir un groupe préliminaire, organiser la phase finale ou organiser l'ensemble du tournoi. En fin de compte, chacun de ces deux tournois s'est déroulé dans quatre villes de quatre pays différents. L'EuroBasket 2021 sera ainsi accueilli par quatre nations pour la troisième fois. Les pays officiellement candidats pour accueillir l'EuroBasket 2021 sont les suivants :
- Tchéquie (Prague)
- Estonie (Tallinn)
- Géorgie (Tbilissi)
- Allemagne (Cologne et Berlin)
- Hongrie (Budapest)
- Italie (Milan)
- Slovénie (Ljubljana)

### Pays et villes hôtes retenus
Le 15 juillet 2019, la FIBA Europe annonce que les quatre pays suivants organiseront l'EuroBasket 2021 :
- Allemagne (Cologne et Berlin)
- Géorgie (Tbilissi)
- Italie (Milan)
- Tchéquie (Prague)

Chaque pays accueille un des groupes du premier tour, à Cologne, Tbilissi, Milan et Prague. La phase finale est organisée en Allemagne, à Berlin.
| Cologne Allemagne                    | \| Berlin Cologne Milan Prague Tbilissi \| | Berlin Allemagne        |
| Lanxess Arena                        | \| Berlin Cologne Milan Prague Tbilissi \| | Mercedes-Benz Arena     |
| Capacité : 19 500                    | \| Berlin Cologne Milan Prague Tbilissi \| | Capacité : 15 000       |
| Premier tour (Groupe B)              | \| Berlin Cologne Milan Prague Tbilissi \| | Phase finale            |
|                                      | \| Berlin Cologne Milan Prague Tbilissi \| |                         |
| Milan Italie                         | Prague Tchéquie                            | Tbilissi Géorgie        |
| Mediolanum Forum                     | O2 Arena                                   | Tbilissi Arena          |
| Capacité : 12 700                    | Capacité : 16 805                          | Capacité : 10 000 ,     |
| Premier tour (Groupe C)              | Premier tour (Groupe D)                    | Premier tour (Groupe A) |
|                                      |                                            |                         |
| Berlin Cologne Milan Prague Tbilissi |                                            |                         |

### Format
24 équipes réparties en 4 groupes de 6 participeront à l'EuroBasket : les équipes des quatre pays organisateurs ainsi que 20 équipes issues des qualifications.

### Qualifications
La qualification a débuté en novembre 2017, avec neuf équipes participant aux pré-qualifications, dont les cinq équipes éliminées des pré-qualifications européennes de la Coupe du monde 2019. Les co-hôtes (Tchéquie, Géorgie, Allemagne et Italie) se qualifieront directement pour l'EuroBasket 2022.
| Mode de qualification                   | Places | Date de qualification | Nations qualifiées | Nombre de participations | Dernière participation   | Meilleur résultat            |
| --------------------------------------- | ------ | --------------------- | ------------------ | ------------------------ | ------------------------ | ---------------------------- |
| Pays hôtes du championnat d'Europe 2021 | 4      | 15 juillet 2019       | Tchéquie           | 5e                       | 2017 (tour préliminaire) | 7e place (2015)              |
| Pays hôtes du championnat d'Europe 2021 | 4      | 15 juillet 2019       | Géorgie            | 5e                       | 2017 (tour préliminaire) | Second tour (2011)           |
| Pays hôtes du championnat d'Europe 2021 | 4      | 15 juillet 2019       | Allemagne          | 25e                      | 2017 (7e place)          | Champion (1993)              |
| Pays hôtes du championnat d'Europe 2021 | 4      | 15 juillet 2019       | Italie             | 38e                      | 2017 (6e place)          | Champion (1983, 1999)        |
| Tournoi de qualification                | 20     | 29 novembre 2020      | Croatie            | 14e                      | 2017 (10e place)         | 3e place (1993, 1995)        |
| Tournoi de qualification                | 20     | 29 novembre 2020      | Grèce              | 28e                      | 2017 (8e place)          | Champion (1987, 2005)        |
| Tournoi de qualification                | 20     | 29 novembre 2020      | Bosnie-Herzégovine | 10e                      | 2015 (21e place)         | 8e place (1993)              |
| Tournoi de qualification                | 20     | 30 novembre 2020      | Israël             | 30e                      | 2017 (phase de groupes)  | Finaliste (1979)             |
| Tournoi de qualification                | 20     | 30 novembre 2020      | Ukraine            | 9e                       | 2017 (1/8e de finale)    | 6e place (2013)              |
| Tournoi de qualification                | 20     | 30 novembre 2020      | Slovénie           | 14e                      | 2017 ( Champion)         | Champion (2017)              |
| Tournoi de qualification                | 20     | 30 novembre 2020      | Espagne            | 32e                      | 2017 ( 3e place)         | Champion (2009, 2011, 2015)  |
| Tournoi de qualification                | 20     | 19 février 2021       | Russie             | 14e                      | 2017 (4e place)          | Champion (2007)              |
| Tournoi de qualification                | 20     | 19 février 2021       | Serbie             | 13e                      | 2017 ( Finaliste)        | Champion (1995, 1997, 2001)  |
| Tournoi de qualification                | 20     | 19 février 2021       | Finlande           | 17e                      | 2017 (1/8e de finale)    | 6e place (1967)              |
| Tournoi de qualification                | 20     | 19 février 2021       | Pologne            | 29e                      | 2017 (18e place)         | Finaliste (1963)             |
| Tournoi de qualification                | 20     | 19 février 2021       | Hongrie            | 16e                      | 2017 (1/8e de finale)    | Champion (1955)              |
| Tournoi de qualification                | 20     | 20 février 2021       | Belgique           | 18e                      | 2017 (19e place)         | 4e place (1947)              |
| Tournoi de qualification                | 20     | 20 février 2021       | Pays-Bas           | 16e                      | 2015 (21e place)         | 4e place (1983)              |
| Tournoi de qualification                | 20     | 20 février 2021       | Turquie            | 25e                      | 2017 (1/8e de finale)    | Finaliste (2001)             |
| Tournoi de qualification                | 20     | 20 février 2021       | Bulgarie           | 25e                      | 2011 (13e place)         | Finaliste (1957)             |
| Tournoi de qualification                | 20     | 20 février 2021       | France             | 39e                      | 2017 (1/8e de finale)    | Champion (2013)              |
| Tournoi de qualification                | 20     | 20 février 2021       | Grande-Bretagne    | 5e                       | 2017 (22e place)         | 13e place (2009, 2011, 2013) |
| Tournoi de qualification                | 20     | 22 février 2021       | Estonie            | 6e                       | 2015 (17e place)         | 5e place (1937, 1939)        |
| Tournoi de qualification                | 20     | 22 février 2021       | Lituanie           | 15e                      | 2017 (1/8e de finale)    | Champion (1937, 1939, 2003)  |
| Remplacement                            | 20     | 22 mai 2022           | Monténégro         | 4e                       | 2017 (13e place)         | 13e place (2017)             |

### Chapeaux

#### Têtes de séries et tirage au sort
Les quatre pays hôtes peuvent choisir un partenaire qui est automatiquement placé dans leur groupe.
Le tirage au sort a eu lieu à Berlin le 29 avril 2021.
Le 1er mars 2022, la FIBA annonce que les clubs et la sélection russe ne participeront pas aux compétitions organisées par la fédération. La Russie est remplacée par le Monténégro.
| Têtes de série no 1                         | Têtes de série no 2                               | Têtes de série no 3                                  | Têtes de série no 4                                    | Têtes de série no 5                                         | Têtes de série no 6                                              |
| ------------------------------------------- | ------------------------------------------------- | ---------------------------------------------------- | ------------------------------------------------------ | ----------------------------------------------------------- | ---------------------------------------------------------------- |
| Espagne (2) Serbie (5) Grèce (6) France (7) | Lituanie (8) Russie (9) Italie (10) Tchéquie (12) | Pologne (13) Croatie (14) Turquie (15) Slovénie (16) | Allemagne (17) Ukraine (28) Finlande (32) Géorgie (36) | Belgique (37) Hongrie (38) Israël (39) Grande-Bretagne (41) | Bosnie-Herzégovine (43) Pays-Bas (44) Estonie (47) Bulgarie (49) |

#### Les quatre groupes
Les 24 équipes sont réparties en quatre poules de six. Comme en 2017, les pays hôtes ont pu choisir une fédération partenaire, les assurant d'être dans le même groupe au premier tour. Ces paires constituées sont les suivantes :
- Tchéquie et Pologne
- Géorgie et Turquie
- Allemagne et Lituanie
- Italie et Estonie

| Groupe A          | Groupe B           | Groupe C        | Groupe D |
| ----------------- | ------------------ | --------------- | -------- |
| Espagne           | France             | Grèce           | Serbie   |
| Russie Monténégro | Lituanie           | Italie          | Tchéquie |
| Turquie           | Slovénie           | Croatie         | Pologne  |
| Géorgie           | Allemagne          | Ukraine         | Finlande |
| Belgique          | Hongrie            | Grande-Bretagne | Israël   |
| Bulgarie          | Bosnie-Herzégovine | Estonie         | Pays-Bas |

## Phase de groupes

### Format
Les vingt-quatre équipes qualifiées sont réparties en quatre groupes de six. Chaque équipe marque deux points en cas de victoire, un point en cas de défaite et de défaite par défaut (l'équipe est réduite à deux joueurs sur le terrain) et zéro point en cas de forfait (impossibilité pour une équipe d'aligner cinq joueurs au départ du match).
Pour départager les équipes à la fin des matchs de poules en cas d'égalité de points, les critères de la FIBA sont appliqués (dans l'ordre) :
1. résultat des matchs particuliers entre les équipes concernées ;
2. différence entre points marqués et encaissés entre les équipes concernées ;
3. différence entre points marqués et encaissés de tous les matchs joués ;
4. plus grand nombre de points marqués.

Les équipes terminant aux quatre premières places sont qualifiées pour la phase finale (1/8 de finale).
Légende : 

### Groupe A
| Rang | Équipe     | J | V | D | PP  | PC  | Diff | Pts |
| ---- | ---------- | - | - | - | --- | --- | ---- | --- |
| 1    | Espagne    | 5 | 4 | 1 | 431 | 368 | +63  | 9   |
| 2    | Turquie    | 5 | 3 | 2 | 403 | 378 | +25  | 8   |
| 3    | Monténégro | 5 | 3 | 2 | 381 | 378 | +3   | 8   |
| 4    | Belgique   | 5 | 3 | 2 | 384 | 383 | +1   | 8   |
| 5    | Bulgarie   | 5 | 1 | 4 | 427 | 475 | -48  | 6   |
| 6    | Géorgie H  | 5 | 1 | 4 | 381 | 425 | -44  | 6   |

| Date          | Équipe     | Score  | Équipe     |
| ------------- | ---------- | ------ | ---------- |
| 1er septembre | Espagne    | 114-87 | Bulgarie   |
| 1er septembre | Turquie    | 72-68  | Monténégro |
| 1er septembre | Géorgie    | 76-79  | Belgique   |
| 3 septembre   | Monténégro | 76-70  | Belgique   |
| 3 septembre   | Turquie    | 101-87 | Bulgarie   |
| 3 septembre   | Géorgie    | 64-90  | Espagne    |
| 4 septembre   | Monténégro | 91-81  | Bulgarie   |
| 4 septembre   | Espagne    | 73-83  | Belgique   |
| 4 septembre   | Géorgie    | 88-83  | Turquie    |
| 6 septembre   | Turquie    | 78-63  | Belgique   |
| 6 septembre   | Espagne    | 82-65  | Monténégro |
| 6 septembre   | Géorgie    | 80-92  | Bulgarie   |
| 7 septembre   | Espagne    | 72-69  | Turquie    |
| 7 septembre   | Belgique   | 89-80  | Bulgarie   |
| 7 septembre   | Géorgie    | 73-81  | Monténégro |

### Groupe B
| Rang | Équipe             | J | V | D | PP  | PC  | Diff | Pts |
| ---- | ------------------ | - | - | - | --- | --- | ---- | --- |
| 1    | Slovénie           | 5 | 4 | 1 | 464 | 432 | +32  | 9   |
| 2    | Allemagne H        | 5 | 4 | 1 | 463 | 411 | +52  | 9   |
| 3    | France             | 5 | 3 | 2 | 381 | 379 | +2   | 8   |
| 4    | Lituanie           | 5 | 2 | 3 | 439 | 412 | +27  | 7   |
| 5    | Bosnie-Herzégovine | 5 | 2 | 3 | 412 | 438 | -26  | 7   |
| 6    | Hongrie            | 5 | 0 | 5 | 382 | 469 | -87  | 5   |

| Date          | Équipe    | Score   | Équipe             |
| ------------- | --------- | ------- | ------------------ |
| 1er septembre | Hongrie   | 85-95   | Bosnie-Herzégovine |
| 1er septembre | Slovénie  | 92-85   | Lituanie           |
| 1er septembre | Allemagne | 76-63   | France             |
| 3 septembre   | Allemagne | 92-82   | Bosnie-Herzégovine |
| 3 septembre   | France    | 77-73   | Lituanie           |
| 3 septembre   | Slovénie  | 103-88  | Hongrie            |
| 4 septembre   | Allemagne | 109-107 | Lituanie           |
| 4 septembre   | Slovénie  | 93-97   | Bosnie-Herzégovine |
| 4 septembre   | France    | 78-74   | Hongrie            |
| 6 septembre   | France    | 81-68   | Bosnie-Herzégovine |
| 6 septembre   | Lituanie  | 87-64   | Hongrie            |
| 6 septembre   | Allemagne | 80-88   | Slovénie           |
| 7 septembre   | Lituanie  | 87-70   | Bosnie-Herzégovine |
| 7 septembre   | France    | 82-88   | Slovénie           |
| 7 septembre   | Allemagne | 106-71  | Hongrie            |

### Groupe C
| Rang | Équipe          | J | V | D | PP  | PC  | Diff | Pts |
| ---- | --------------- | - | - | - | --- | --- | ---- | --- |
| 1    | Grèce           | 5 | 5 | 0 | 456 | 391 | +65  | 10  |
| 2    | Ukraine         | 5 | 3 | 2 | 412 | 396 | +16  | 8   |
| 3    | Croatie         | 5 | 3 | 2 | 410 | 390 | +20  | 8   |
| 4    | Italie H        | 5 | 3 | 2 | 408 | 363 | +45  | 8   |
| 5    | Estonie         | 5 | 1 | 4 | 368 | 382 | -14  | 6   |
| 6    | Grande-Bretagne | 5 | 0 | 5 | 321 | 453 | -132 | 5   |

| Date        | Équipe          | Score | Équipe          |
| ----------- | --------------- | ----- | --------------- |
| 2 septembre | Ukraine         | 90-61 | Grande-Bretagne |
| 2 septembre | Grèce           | 89-85 | Croatie         |
| 2 septembre | Italie          | 83-62 | Estonie         |
| 3 septembre | Croatie         | 86-65 | Grande-Bretagne |
| 3 septembre | Ukraine         | 74-73 | Estonie         |
| 3 septembre | Italie          | 81-85 | Grèce           |
| 5 septembre | Croatie         | 73-70 | Estonie         |
| 5 septembre | Grèce           | 93-77 | Grande-Bretagne |
| 5 septembre | Italie          | 73-84 | Ukraine         |
| 6 septembre | Grande-Bretagne | 62-94 | Estonie         |
| 6 septembre | Grèce           | 99-79 | Ukraine         |
| 6 septembre | Italie          | 81-76 | Croatie         |
| 8 septembre | Croatie         | 90-85 | Ukraine         |
| 8 septembre | Grèce           | 90-69 | Estonie         |
| 8 septembre | Italie          | 90-56 | Grande-Bretagne |

### Groupe D
| Rang | Équipe     | J | V | D | PP  | PC  | Diff | Pts |
| ---- | ---------- | - | - | - | --- | --- | ---- | --- |
| 1    | Serbie     | 5 | 5 | 0 | 466 | 361 | +105 | 10  |
| 2    | Finlande   | 5 | 3 | 2 | 432 | 403 | +29  | 8   |
| 3    | Pologne    | 5 | 3 | 2 | 387 | 414 | -27  | 8   |
| 4    | Tchéquie H | 5 | 2 | 3 | 416 | 435 | -19  | 7   |
| 5    | Israël     | 5 | 2 | 3 | 394 | 416 | -22  | 7   |
| 6    | Pays-Bas   | 5 | 0 | 5 | 359 | 425 | -66  | 5   |

| Date        | Équipe   | Score  | Équipe   |
| ----------- | -------- | ------ | -------- |
| 2 septembre | Finlande | 87-89  | Israël   |
| 2 septembre | Tchéquie | 84-99  | Pologne  |
| 2 septembre | Serbie   | 100-76 | Pays-Bas |
| 3 septembre | Pologne  | 59-89  | Finlande |
| 3 septembre | Tchéquie | 68-81  | Serbie   |
| 3 septembre | Israël   | 74-67  | Pays-Bas |
| 5 septembre | Pologne  | 85-76  | Israël   |
| 5 septembre | Tchéquie | 88-80  | Pays-Bas |
| 5 septembre | Serbie   | 100-70 | Finlande |
| 6 septembre | Pologne  | 75-69  | Pays-Bas |
| 6 septembre | Tchéquie | 88-98  | Finlande |
| 6 septembre | Serbie   | 89-78  | Israël   |
| 8 septembre | Finlande | 88-67  | Pays-Bas |
| 8 septembre | Tchéquie | 88-77  | Israël   |
| 8 septembre | Serbie   | 96-69  | Pologne  |

## Phase à élimination directe
Tous les matchs se jouent à la Mercedes-Benz Arena à Berlin, en Allemagne,.

### Tableau final
|  | Huitièmes de finale | Huitièmes de finale |           |                        | Quarts de finale       | Quarts de finale |    |  | Demi-finales | Demi-finales |  |  | Finale       | Finale       |
|  | Huitièmes de finale | Huitièmes de finale |           |                        | Quarts de finale       | Quarts de finale |    |  | Demi-finales | Demi-finales |  |  | Finale       | Finale       |
|  |                     |                     |           |                        |                        |                  |    |  |              |              |  |  |              |              |
|  | 10 septembre        | 10 septembre        |           |                        | 13 septembre           | 13 septembre     |    |  | 16 septembre | 16 septembre |  |  | 18 septembre | 18 septembre |
|  | 10 septembre        | 10 septembre        |           |                        | 13 septembre           | 13 septembre     |    |  | 16 septembre | 16 septembre |  |  | 18 septembre | 18 septembre |
|  | Allemagne           | 85                  |           |                        | 13 septembre           | 13 septembre     |    |  | 16 septembre | 16 septembre |  |  | 18 septembre | 18 septembre |
|  | Allemagne           | 85                  |           |                        | 13 septembre           | 13 septembre     |    |  | 16 septembre | 16 septembre |  |  | 18 septembre | 18 septembre |
|  | Monténégro          | 79                  |           |                        | 13 septembre           | 13 septembre     |    |  | 16 septembre | 16 septembre |  |  | 18 septembre | 18 septembre |
|  | Monténégro          | 79                  | Allemagne | 107                    |                        |                  |    |  | 16 septembre | 16 septembre |  |  | 18 septembre | 18 septembre |
|  | 11 septembre        |                     | Allemagne | 107                    |                        |                  |    |  | 16 septembre | 16 septembre |  |  | 18 septembre | 18 septembre |
|  |                     | Grèce               | 96        |                        |                        |                  |    |  | 16 septembre | 16 septembre |  |  | 18 septembre | 18 septembre |
|  | Grèce               | Grèce               | 96        | 94                     |                        |                  |    |  | 16 septembre | 16 septembre |  |  | 18 septembre | 18 septembre |
|  | Grèce               | 13 septembre        |           | 94                     |                        |                  |    |  | 16 septembre | 16 septembre |  |  | 18 septembre | 18 septembre |
|  | Tchéquie            | 88                  |           |                        |                        |                  |    |  | 16 septembre | 16 septembre |  |  | 18 septembre | 18 septembre |
|  | Tchéquie            | 88                  | Allemagne | 91                     |                        |                  |    |  |              |              |  |  | 18 septembre | 18 septembre |
|  | 10 septembre        |                     | Allemagne | 91                     |                        |                  |    |  |              |              |  |  | 18 septembre | 18 septembre |
|  |                     | Espagne             | 96        |                        |                        |                  |    |  |              |              |  |  | 18 septembre | 18 septembre |
|  | Espagne             | Espagne             | 96        | 102 ap                 |                        |                  |    |  |              |              |  |  | 18 septembre | 18 septembre |
|  | Espagne             | 16 septembre        |           | 102 ap                 |                        |                  |    |  |              |              |  |  | 18 septembre | 18 septembre |
|  | Lituanie            | 94                  |           |                        |                        |                  |    |  |              |              |  |  | 18 septembre | 18 septembre |
|  | Lituanie            | 94                  | Espagne   | 100                    |                        |                  |    |  |              |              |  |  | 18 septembre | 18 septembre |
|  | 11 septembre        |                     | Espagne   | 100                    |                        |                  |    |  |              |              |  |  | 18 septembre | 18 septembre |
|  |                     | Finlande            | 90        |                        |                        |                  |    |  |              |              |  |  | 18 septembre | 18 septembre |
|  | Croatie             | Finlande            | 90        | 86                     |                        |                  |    |  |              |              |  |  | 18 septembre | 18 septembre |
|  | Croatie             | 14 septembre        |           | 86                     |                        |                  |    |  |              |              |  |  | 18 septembre | 18 septembre |
|  | Finlande            | 94                  |           |                        |                        |                  |    |  |              |              |  |  | 18 septembre | 18 septembre |
|  | Finlande            | 94                  | Espagne   | 88                     |                        |                  |    |  |              |              |  |  |              |              |
|  | 10 septembre        |                     | Espagne   | 88                     |                        |                  |    |  |              |              |  |  |              |              |
|  |                     | France              | 76        |                        |                        |                  |    |  |              |              |  |  |              |              |
|  | France              | France              | 76        | 87 ap                  |                        |                  |    |  |              |              |  |  |              |              |
|  | France              |                     |           | 87 ap                  |                        |                  |    |  |              |              |  |  |              |              |
|  | Turquie             | 86                  |           |                        |                        |                  |    |  |              |              |  |  |              |              |
|  | Turquie             | 86                  | France    | 93 ap                  |                        |                  |    |  |              |              |  |  |              |              |
|  | 11 septembre        |                     | France    | 93 ap                  |                        |                  |    |  |              |              |  |  |              |              |
|  |                     | Italie              | 85        |                        |                        |                  |    |  |              |              |  |  |              |              |
|  | Serbie              | Italie              | 85        | 86                     |                        |                  |    |  |              |              |  |  |              |              |
|  | Serbie              | 14 septembre        |           | 86                     |                        |                  |    |  |              |              |  |  |              |              |
|  | Italie              | 94                  |           |                        |                        |                  |    |  |              |              |  |  |              |              |
|  | Italie              | 94                  | France    | 95                     |                        |                  |    |  |              |              |  |  |              |              |
|  | 10 septembre        |                     | France    | 95                     |                        |                  |    |  |              |              |  |  |              |              |
|  |                     | Pologne             | 54        |                        |                        |                  |    |  |              |              |  |  |              |              |
|  | Slovénie            | Pologne             | 54        | 88                     |                        |                  |    |  |              |              |  |  |              |              |
|  | Slovénie            |                     |           | 88                     |                        |                  |    |  |              |              |  |  |              |              |
|  | Belgique            | 72                  |           | Match pour la 3e place | Match pour la 3e place |                  |    |  |              |              |  |  |              |              |
|  | Belgique            | 72                  | Slovénie  | Match pour la 3e place | Match pour la 3e place | 87               |    |  |              |              |  |  |              |              |
|  | 11 septembre        | 11 septembre        | Slovénie  | 18 septembre           | 18 septembre           | 87               |    |  |              |              |  |  |              |              |
|  | 11 septembre        | 11 septembre        |           | 18 septembre           | 18 septembre           | Pologne          | 90 |  |              |              |  |  |              |              |
|  | Pologne             | 94                  | Allemagne | 82                     |                        | Pologne          | 90 |  |              |              |  |  |              |              |
|  | Pologne             | 94                  | Allemagne | 82                     |                        |                  |    |  |              |              |  |  |              |              |
|  | Ukraine             | 86                  |           | Pologne                | 69                     |                  |    |  |              |              |  |  |              |              |
|  | Ukraine             | 86                  |           | Pologne                | 69                     |                  |    |  |              |              |  |  |              |              |

## Classement final
| Place                                                  | Équipe             | J | V/D | Classement mondial de la FIBA | Classement mondial de la FIBA | Classement mondial de la FIBA |
| Place                                                  | Équipe             | J | V/D | Ancien                        | Nouveau                       | +/−                           |
| ------------------------------------------------------ | ------------------ | - | --- | ----------------------------- | ----------------------------- | ----------------------------- |
| Médaille d'or, Europe                                  | Espagne            | 9 | 8-1 | 2                             | 2                             | 0                             |
| Médaille d'argent, Europe                              | France             | 9 | 6-3 | 4                             | 5                             | -1                            |
| Médaille de bronze, Europe                             | Allemagne          | 9 | 7-2 | 11                            | 11                            | 0                             |
| 4                                                      | Pologne            | 9 | 5-4 | 13                            | 13                            | 0                             |
| Éliminés en quarts de finale                           |                    |   |     |                               |                               |                               |
| 5                                                      | Grèce              | 7 | 6-1 | 9                             | 9                             | 0                             |
| 6                                                      | Slovénie           | 7 | 5-2 | 5                             | 7                             | -2                            |
| 7                                                      | Finlande           | 7 | 4-3 | 34                            | 25                            | +9                            |
| 8                                                      | Italie             | 7 | 4-3 | 10                            | 10                            | 0                             |
| Éliminés en huitièmes de finale                        |                    |   |     |                               |                               |                               |
| 9                                                      | Serbie             | 6 | 5-1 | 6                             | 6                             | 0                             |
| 10                                                     | Turquie            | 6 | 3-3 | 15                            | 16                            | -1                            |
| 11                                                     | Ukraine            | 6 | 3-3 | 31                            | 28                            | +3                            |
| 12                                                     | Croatie            | 6 | 3-3 | 20                            | 23                            | -3                            |
| 13                                                     | Monténégro         | 6 | 3-3 | 24                            | 18                            | +6                            |
| 14                                                     | Belgique           | 6 | 3-3 | 36                            | 29                            | +7                            |
| 15                                                     | Lituanie           | 6 | 2-4 | 8                             | 8                             | 0                             |
| 16                                                     | Tchéquie           | 6 | 2-4 | 12                            | 12                            | 0                             |
| Éliminés à l'issue de la phase de poules à la 5e place |                    |   |     |                               |                               |                               |
| 17                                                     | Israël             | 5 | 2-3 | 41                            | 33                            | +8                            |
| 18                                                     | Bosnie-Herzégovine | 5 | 2-3 | 45                            | 37                            | +8                            |
| 19                                                     | Estonie            | 5 | 1-4 | 47                            | 44                            | +3                            |
| 20                                                     | Bulgarie           | 5 | 1-4 | 51                            | 47                            | +4                            |
| Éliminés à l'issue de la phase de poules à la 6e place |                    |   |     |                               |                               |                               |
| 21                                                     | Géorgie            | 5 | 1-4 | 35                            | 32                            | +3                            |
| 22                                                     | Pays-Bas           | 5 | 0-5 | 46                            | 46                            | 0                             |
| 23                                                     | Hongrie            | 5 | 0-5 | 42                            | 40                            | +2                            |
| 24                                                     | Grande-Bretagne    | 5 | 0-5 | 44                            | 48                            | -4                            |

## Statistiques

### Leaders statistiques de la compétition
| Nom                   | Total | Moyenne |
| --------------------- | ----- | ------- |
| Giánnis Antetokoúnmpo | 176   | 29,3    |
| Lauri Markkanen       | 195   | 27,9    |
| Aleksandar Vezenkov   | 134   | 26,8    |
| Luka Dončić           | 182   | 26,0    |
| Dennis Schröder       | 177   | 22,1    |

| Nom                   | Ro  | Rd  | Total | Moyenne |
| --------------------- | --- | --- | ----- | ------- |
| Aleksandar Vezenkov   | 4,0 | 8,2 | 61    | 12,2    |
| Sandro Mamukelashvili | 3,4 | 7,6 | 55    | 11,0    |
| Jonas Valančiūnas     | 2,7 | 7,8 | 63    | 10,5    |
| Nikola Jokić          | 3,3 | 6,7 | 60    | 10,0    |
| Rudy Gobert           | 2,3 | 7,4 | 88    | 9,8     |

| Nom             | Total | Moyenne |
| --------------- | ----- | ------- |
| Dee Bost        | 42    | 8,4     |
| Lorenzo Brown   | 68    | 7,6     |
| Vasilije Micić  | 45    | 7,5     |
| Kendrick Perry  | 43    | 7,2     |
| Dennis Schröder | 57    | 7,1     |

| Nom                    | Total | Moyenne |
| ---------------------- | ----- | ------- |
| Sviatoslav Mykhaïliouk | 13    | 2,2     |
| Kendrick Perry         | 13    | 2,2     |
| Luka Dončić            | 14    | 2,0     |
| Nikola Jokić           | 11    | 1,8     |
| Worthy de Jong         | 9     | 1,8     |
| Tomer Ginat            | 9     | 1,8     |

| Nom               | Total | Moyenne |
| ----------------- | ----- | ------- |
| Jusuf Nurkić      | 10    | 2,0     |
| Giorgi Shermadini | 7     | 1,4     |
| Ivica Zubac       | 8     | 1,3     |
| Rudy Gobert       | 11    | 1,2     |
| Deni Avdija       | 6     | 1,2     |
| Gabriel Olaseni   | 6     | 1,2     |

| Nom                          | Total | Moyenne |
| ---------------------------- | ----- | ------- |
| Luka Dončić                  | 30    | 4,3     |
| Dennis Schröder              | 28    | 3,5     |
| Edon Maxhuni                 | 24    | 3,4     |
| Myles Hesson                 | 17    | 3,4     |
| Jusuf Nurkić                 | 16    | 3,2     |
| Keye van der Vuurst de Vries | 16    | 3,2     |

### Records individuels

#### Sur un match
| Total | Nom                   | Rencontre  | Rencontre | Détail | Détail | Détail |
| Total | Nom                   | Adversaire | Score     | 2 pts  | 3 pts  | LF     |
| ----- | --------------------- | ---------- | --------- | ------ | ------ | ------ |
| 47    | Luka Dončić           | France     | 88-82     | 9/12   | 6/11   | 11/12  |
| 43    | Lauri Markkanen       | Croatie    | 94-86     | 17/23  | 2/6    | 3/4    |
| 41    | Giánnis Antetokoúnmpo | Ukraine    | 99-79     | 13/16  | 0/2    | 15/18  |
| 36    | Luka Dončić           | Allemagne  | 88-80     | 12/17  | 2/8    | 6/9    |
| 35    | Luka Dončić           | Belgique   | 88-72     | 7/15   | 4/10   | 9/10   |

| Total | Nom                 | Rencontre          | Rencontre | Détail | Détail | Détail |
| Total | Nom                 | Adversaire         | Score     | Off    | Déf    |        |
| ----- | ------------------- | ------------------ | --------- | ------ | ------ | ------ |
| 17    | Rudy Gobert         | Turquie            | 87-86     | 7      | 10     |        |
| 16    | Mateusz Ponitka     | Slovénie           | 90-87     | 0      | 16     |        |
| 16    | Daniel Theis        | Grèce              | 107-96    | 6      | 10     |        |
| 15    | Deni Avdija         | Finlande           | 89-87     | 4      | 11     |        |
| 15    | Jonas Valančiūnas   | Bosnie-Herzégovine | 87-80     | 4      | 11     |        |
| 15    | Aleksandar Vezenkov | Turquie            | 87-101    | 7      | 8      |        |

| Total | Nom              | Rencontre  | Rencontre |
| Total | Nom              | Adversaire | Score     |
| ----- | ---------------- | ---------- | --------- |
| 17    | Tomáš Satoranský | Grèce      | 88-94     |
| 13    | Dee Bost         | Turquie    | 87-101    |
| 12    | Dee Bost         | Géorgie    | 92-80     |
| 12    | Vasilije Micić   | Pays-Bas   | 100-76    |
| 11    | Deni Avdija      | Tchéquie   | 77-88     |
| 11    | Lorenzo Brown    | Finlande   | 100-90    |
| 11    | Lorenzo Brown    | France     | 88-76     |
| 11    | Justus Hollatz   | Hongrie    | 106-71    |
| 11    | Tomáš Satoranský | Israël     | 88-87     |

| Total | Nom            | Rencontre          | Rencontre |
| Total | Nom            | Adversaire         | Score     |
| ----- | -------------- | ------------------ | --------- |
| 6     | Retin Obasohan | Géorgie            | 79-76     |
| 5     | Rudy Fernández | Finlande           | 100-90    |
| 5     | Kendrick Perry | Espagne            | 65-82     |
| 4     | Luka Dončić    | Belgique           | 88-72     |
| 4     | Luka Dončić    | Bosnie-Herzégovine | 93-97     |

| Total | Nom                    | Rencontre  | Rencontre |
| Total | Nom                    | Adversaire | Score     |
| ----- | ---------------------- | ---------- | --------- |
| 4     | Dimítris Agravánis     | Italie     | 85-81     |
| 4     | Jusuf Nurkić           | France     | 68-81     |
| 3     | Giánnis Antetokoúnmpo  | Croatie    | 89-85     |
| 3     | Aleksander Balcerowski | Allemagne  | 69-82     |
| 3     | Goga Bitadze           | Belgique   | 76-79     |

## Récompenses

### MVP et meilleur cinq de la compétition
- Meilleur joueur :  Willy Hernangómez[9]
- Équipe type[9] : 
  -  Dennis Schröder (Meneur)
  -  Lorenzo Brown (Arrière)
  -  Giánnis Antetokoúnmpo (Ailier fort)
  -  Willy Hernangómez (Ailier fort)
  -  Rudy Gobert (Pivot)